# 西光寺 (葛飾区宝町)
西光寺（さいこうじ）は、東京都葛飾区にある真言宗豊山派の寺院。

## 概要
1224年（元仁元年）、葛西清重の開基である。清重の草庵があったところだという。
約1キロ南の四つ木に同名の寺があるが、そちらは天台宗の寺院である。しかし、葛西清重と親鸞が創建に関わり、戦乱等で現在では浄土真宗以外の宗派の寺になっているなどの共通点が見られる。
同じく、浄土真宗から他宗派に転宗した光増寺と同様に、親鸞にまつわる伝説や寺宝がある。寺宝の阿弥陀如来画像は親鸞の作といわれ、戦前までは浄土真宗の門徒が他宗派の当寺を訪れ、報恩講が行われていたという。

## 交通アクセス
- お花茶屋駅より徒歩8分（経路案内）。